# Ceri Jones
Pas d'image ? Cliquez ici

a Compétitions nationales et continentales officielles uniquement.

b Matchs officiels uniquement.
Dernière mise à jour le 21 juin 2011.
Ceri Rhys Jones, né le 19 juin 1977 à Newport, est un joueur de rugby à XV international gallois évoluant au poste de pilier. 

## Biographie
Ceri Jones joue en club avec le Newport RFC de 1998 à 2003 avant de rejoindre les Harlequins. En 2001, il connaît une sélection avec les Barbarians et il marque un essai au cours du match. Il obtient sa première cape internationale le 26 mai 2007 à l’occasion d’un match contre l'Australie. Il obtient une seconde cape la semaine suivante et n'est plus appelé par la suite. 

## Palmarès
- Vainqueur du Challenge européen en 2004 et 2011
- Vainqueur du Championnat d'Angleterre de D2 en 2006

## Statistiques en équipe nationale
- 2 sélections
- Sélections par année : 2 en 2007